# Karel Kocík
Karel Kocík (22. června 1923 Kozárovice – ?) byl český fotbalový útočník. Profesně byl sochařem a kameníkem.

## Fotbalová kariéra
V československé lize hrál za SK Olomouc ASO a Slovenu Žilina. Nastoupil ve 155 ligových utkáních a dal 53 gólů.

## Ligová bilance
| Ročník                                     | Zápasy | Góly | Klub           |
| ------------------------------------------ | ------ | ---- | -------------- |
| Národní liga 1941/42                       | -      | 1    | SK Olomouc ASO |
| Národní liga 1942/43                       | -      | 0    | SK Olomouc ASO |
| Národní liga 1943/44                       | -      | 0    | SK Olomouc ASO |
| Státní liga 1946/47                        | -      | 7    | SK Olomouc ASO |
| Státní liga 1947/48                        | -      | 6    | ŠK Žilina      |
| Státní liga 1948                           | -      | 5    | ŠK Žilina      |
| Celostátní československé mistrovství 1949 | -      | 15   | Slovena Žilina |
| Celostátní československé mistrovství 1950 | -      | 8    | Slovena Žilina |
| Mistrovství československé republiky 1951  | -      | 5    | Slovena Žilina |
| Mistrovství československé republiky 1952  | -      | 6    | Slovena Žilina |
| CELKEM                                     | 155    | 53   |                |